# Climacoptera
Climacoptera é um género botânico pertencente à família Amaranthaceae.

## Espécies
- Climacoptera affinis
- Climacoptera afghanica
- Climacoptera amblyostegia
- Climacoptera aralensis
- Climacoptera botschantzevii
- Climacoptera brachiata
- Climacoptera bucharica
- Climacoptera chorassanica
- Climacoptera crassa
- Climacoptera czelekenica
- Climacoptera ferganica
- Climacoptera glaberrima
- Climacoptera intricata
- Climacoptera iranica
- Climacoptera iraqensis
- Climacoptera kasakorum
- Climacoptera khalisica
- Climacoptera korshinskyi
- Climacoptera krassa
- Climacoptera lachnophylla
- Climacoptera lanata
- Climacoptera longipistillata
- Climacoptera longistylosa
- Climacoptera maimanica
- Climacoptera malyginii
- Climacoptera melkulowiczii
- Climacoptera merkulowiczii
- Climacoptera minkvitziae
- Climacoptera minkwitziae
- Climacoptera narynensis